# Frédéric Jean
Frédéric Jean – francuski biathlonista, reprezentant kraju w zawodach mistrzostw świata juniorów, na mistrzostwach Europy w biathlonie oraz w Pucharze IBU (dawniej Puchar Europy). Kilkakrotnie stawał na podium w zawodach Pucharu Europy. Wygrał klasyfikacje biegu indywidualnego w sezonie 2007/2008.
Jest żołnierzem Francuskich Sił Zbrojnych. Po zakończeniu czynnej kariery został trenerem.

## Osiągnięcia

### Mistrzostwa świata juniorów
| 2003 Kościelisko (Polska)      | 52. miejsce (IN), 22. miejsce (SP), 41. miejsce (PU), 12. miejsce (RL) |
| 2004 Haute Maurienne (Francja) | 34. miejsce (SP), 27. miejsce (PU)                                     |

### Mistrzostwa Europy
| 2006 Langdorf-Arberse (Niemcy) | 25. miejsce (IN), 5. miejsce (RL)                                    |
| 2008 Nove Mesto (Czechy)       | 57. miejsce (IN), 19. miejsc (SP), 26. miejsce (PU), 8. miejsce (RL) |
| 2009 Ufa (Rosja)               | 10. miejsc (IN), 6. miejsce (SP), 15. miejsce (PU), 6. miejsc (RL)   |

### Puchar Europy/Puchar IBU

#### Miejsca w klasyfikacji generalnej
| Sezon     | Miejsce |
| --------- | ------- |
| 2004/2005 | 47      |
| 2005/2006 | 7       |
| 2006/2007 | 20      |
| 2007/2008 | 13      |
| 2008/2009 | 20      |
| 2009/2010 | 45      |

#### Miejsca na podium chronologicznie
| Lp. | Dzień       | Rok  | Miejscowość        | Konkurencja                | Lokata | Pudła   | Czas biegu | Strata  | Zwycięzca           |
| --- | ----------- | ---- | ------------------ | -------------------------- | ------ | ------- | ---------- | ------- | ------------------- |
| 1.  | 14 stycznia | 2006 | Altenberg          | Sprint na 10 km            | 3.     | 0+1     | 25:47.6    | +29.5   | Dmitrij Jaroszenko  |
| 2.  | 15 stycznia | 2006 | Altenberg          | Bieg pościgowy na 12,5 km  | 3.     | 1+1+1+4 | 38:47.6    | +1:33.6 | Steve Renner        |
| 3.  | 16 marca    | 2006 | Gurngiel           | Sprint na 10 km            | 2.     | 1+1     | 26:48.5    | +20.8   | Roland Zwahlen      |
| 4.  | 17 marca    | 2006 | Gurngiel           | Bieg pościgowy na 12,5 km  | 1.     | 0+0+1+2 | 35:00.8    | –       | –                   |
| 5.  | 18 marca    | 2006 | Gurngiel           | Bieg masowy na 15 km       | 1.     | 1+1+0+1 | 34:37.8    | –       | –                   |
| 6.  | 6 grudnia   | 2007 | Obertilliach       | Bieg indywidualny na 20 km | 1.     | 0+1+0+0 | 52:33.3    | –       | –                   |
| 7.  | 12 stycznia | 2008 | Langdorf           | Bieg indywidualny na 20 km | 3.     | 1+0+0+0 | 57:25.0    | +2:15.5 | Hans Martin Gjedrem |
| 8.  | 9 marca     | 2008 | Cesana San Sicario | Bieg pościgowy na 12,5 km  | 3.     | 1+0+0+0 | 35:10.4    | +46.2   | Siergiej Baszkirow  |